# Steinach (Aisch)
Die Steinach ist ein 15 km langer Bach in Franken. Die Steinach fließt im mittelfränkischen Landkreis Neustadt an der Aisch-Bad Windsheim und mündet nach südöstlichen Lauf südöstlich von Gutenstetten von links in die Aisch.

## Geographie

### Verlauf
Die Steinach entspringt auf ca. 375 m ü. NHN auf dem Bibelranken, nordwestlich des Ortes Kornhöfstadt. 
Anschließend fließt sie in südöstlicher Richtung durch den Ort Kornhöfstadt, südlich der Kreisstraße NEA 12. Nach ein paar Kilometer passiert die Steinach die Ortschaft Frankfurt. Anschließend durchquert der Fluss, der weiterhin in südöstlicher Richtung verläuft, die Orte Lachheim und Obersteinbach. Östlich des Ortes Mittelsteinach münden die beiden Bäche Grundgraben und Lehenwaldgraben in die Steinach. 
In Gutenstetten durchläuft der Fluss das Rückhaltebecken, um dann anschließend von links in die Aisch zu münden.

### Zuflüsse
Zuflüsse von der Quelle zur Mündung:
| Lfd. Nr. | Name            | Länge in km | EZG in km² | Zuflussseite |
| -------- | --------------- | ----------- | ---------- | ------------ |
| 1        | Fichtelgraben   | ca. 2,95    | ca. 5,72   | links        |
| 2        | Lehenwaldgraben | ca. 1,22    | ca. 1,31   | links        |
| 3        | Achelbach       | ca. 3,90    |            | rechts       |
| 4        | Gründleinsbach  | ca. 1,82    |            | links        |
| 5        | Kandelgraben    | ca. 0,47    |            | rechts       |

### Grundsee
Details zum HW-Rückhaltebecken 

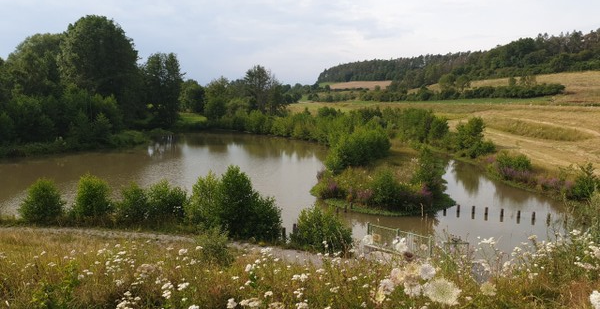
Dauereingestautes Rückhaltebecken Grundsee im Lauf der Steinach am Ortseingang von Gutenstetten

- Maximal nutzbarer Hochwasserschutzraum ca. 360.000 m³
- Vorgabe: Keine Überflutung der Staatsstraße zulässig
- Dammkubatur ca. 35.000 m³
- Stauraum ca. 360.000 m³
- Grunderwerb und Bau-Nebenkosten

### Ortschaften an der Steinach
- Kornhöfstadt
- Frankfurt
- Lachheim
- Obersteinbach
- Mittelsteinach
- Münchsteinach
- Gutenstetten

## Grunddaten

### Allgemein
Steinach, Gewässer II. Ordnung
Oberirdisches Einzugsgebiet AEo = 46 km²
Abfluss der Steinach:
- Mittleres Niedrigwasser MNQ = 0,05 m³/s
- Mittelwasser MQ = 0,3 m³/s
- Hochwasser HQ1 = 7 m³/s
- HQ10 = 15 m³/s
- HQ100 = 32 m³/s

### Steinach in Gutenstetten
- Ab einem Abfluss von ca. 12 m³/s ufert die Steinach in Gutenstetten aus (HQ5 – HQ10)
- Erforderlicher Ausbauabfluss = 16 m³/s: Gewässerausbau erforderlich, Engstellen beseitigen
- Örtlich kleine Ufermauern oder Deiche anlegen
- Beachtung kreuzender Leitungen und Einleitungen
- Gewässerausbau: ca. 300 m² Ufermauern und ca. 200 lfdm Querschnittsausbau[1]

### Gewässerverzeichnis Bayern („GV“)
1. ↑  Länge nach: Verzeichnis der Bach- und Flussgebiete in Bayern – Flussgebiet Main, Seite 58 des Bayerischen Landesamtes für Umwelt, Stand 2016 (PDF; 3,3 MB) (Seitenzahl kann sich ändern.)
2. ↑  Einzugsgebiet nach: Verzeichnis der Bach- und Flussgebiete in Bayern – Flussgebiet Main, Seite 58 des Bayerischen Landesamtes für Umwelt, Stand 2016 (PDF; 3,3 MB) (Seitenzahl kann sich ändern.)

### BayernAtlas („BA“)
Amtliche Online-Gewässerkarte mit passendem Ausschnitt und den hier benutzten Layern: Lauf und Einzugsgebiet der Aisch
Allgemeiner Einstieg ohne Voreinstellungen und Layer: BayernAtlas der Bayerischen Staatsregierung (Hinweise)
1. 1 2  Höhe abgefragt auf dem Hintergrundlayer Amtliche Karte (Rechtsklick).

### Sonstige Einzelnachweise
1. ↑  Hochwasserschutz Gutenstetten Datenblatt - Wasserwirtschaftsamt Ansbach. Abgerufen am 7. Juli 2019.